# ایزیمارینو
ایزیمارینو (انگلیسی: Izimarino) یک شهرک در شهرستان میشکینسکی استان باشقیرستان کشور روسیه است.